# Bazile (entreprise)
Pour les articles homonymes, voir Bazile.
Bazile (ou Bazile Telecom) est un MVNO (opérateur mobile virtuel) indépendant utilisant le réseau Orange et une plateforme de services disponible 24 h / 24, destinés aux seniors.

## Histoire
L'histoire de Bazile commence par l'invention en 2005 d'un téléphone portable simplifié, le Bazile Prestige. Ce téléphone portable ne comporte ni écran ni clavier. Il est doté d'un seul bouton. Le téléphone est associé à un service d'opératrices disponibles 24h/24. L'abonné demande à l'opératrice son correspondant. L'opératrice le met alors en relation.
En 2009, Bazile  devient le premier opérateur téléphonique mobile destiné aux personnes âgées en France, et le premier opérateur français à référencer la marque Doro.
Depuis son lancement commercial en 2009, Bazile  propose une gamme de services à l'intention des personnes âgées, reposant tous sur la combinaison d'un téléphone mobile simplifié (Bazile Prestige, Doro, etc.) ou d'un smartphone classique et d'une opératrice disponible 24 h / 24. Les services de conciergerie sont un ensemble de services d'opératrice, de télé conciergerie et de téléassistance associés à un abonnement de téléphonie mobile.
En 2018, la société Domplus devient le nouvel actionnaire à 100% de Bazile.

## Activité
Depuis son lancement commercial en 2009, Bazile  propose une gamme de services à l'intention des personnes âgées, reposant généralement sur la combinaison d'un téléphone mobile simplifié (Doro, etc.), d'un abonnement de téléphonie mobile et d'une assistante d'intervention et d'écoute disponible 24 h / 24. 
Les services proposés par Bazile sont notamment la téléconciergerie, la mise en relation, la téléassistance et la géolocalisation.